# Øyvind Myhre
Øyvind Kvernvold Myhre, född 1945, är en norsk science fiction-författare. Han har tagit civilingenjörsexamen vid Norges tekniska högskola